# Cemitério de Agramonte
Der Cemitério de Agramonte ist ein städtischer Friedhof in der portugiesischen Stadt Porto.

## Geschichte

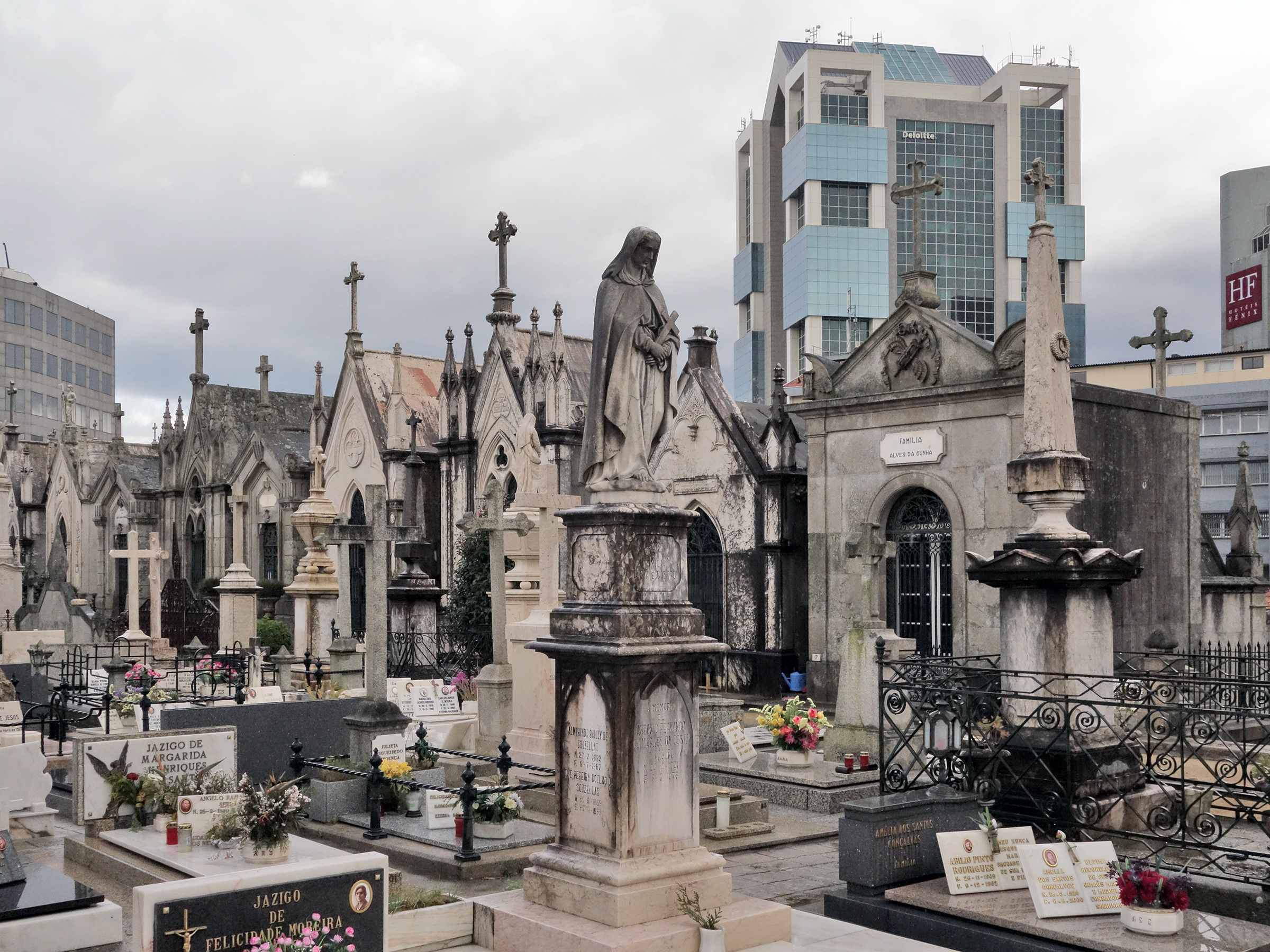
Cemitério de Agramonte (2015)

Nach ersten Planungen in den späten 1840er Jahren für einen neuen Friedhof im heutigen Stadtteil Cedofeita wurde der Cemitério de Agramonte 1855 nach einer Choleraepidemie zunächst nur als einfaches Gräberfeld angelegt. 1869 wurde er als moderne Friedhofsanlage neu organisiert, ab dieser Zeit entstanden die aufwendigen Grabmale, die den Friedhof bis heute prägen. Die Friedhofskapelle wurde in den Jahren 1870/71 nach Plänen des Ingenieurs Gustavo Adolfo Gonçalves errichtet und 1906 durch den Architekten José Marques da Silva erweitert. Die Fresken im byzantinischen Stil schuf Silvestro Silvestri im Jahr 1910. Im Zuge der Neuorganisation wurde der Friedhof um privat genutzte Sektionen einiger Portuenser Ordensgemeinschaften, etwa des Dritten Karmeliterordens, und um eine Sektion für nicht-katholische Grabstätten erweitert.
Auf dem Friedhof ruhen zahlreiche bekannte Persönlichkeiten, so der Conde de Ferreira, der Bildhauer Henrique Moreira, der Archäologe António Rocha Peixoto und der Filmemacher Manoel de Oliveira. Einige Grabmäler sind mit bedeutenden bildhauerischen Werken von Soares dos Reis und Texeira Lopes ausgestattet.